# Marcel Wildhaber
Marcel Wildhaber (17 mei 1985) is een Zwitsers veldrijder, hij komt uit voor het Zwitserse Scott-Odlo.
Wildhaber staat vooral bekend als een zeer regelmatig veldrijder, die vooral in het Zwitserse circuit en de wereldbeker actief is. In het nationale circuit is hij een topper, maar geen veel winnaar. Internationaal is zijn voornaamste uitslag een 6de plek tijdens de wereldbeker te Namen in het seizoen 2014-2015.
In de zomer doet Wildhaber vooral aan mountainbiken. In de crosscountry eliminator (XCE) discipline is hij zelfs wereldtop. Getuige hiervan zijn, zijn twee Nationale titels (2013 en 2015), en zijn bronzen medaille tijdens het EK in 2015.

## Overwinningen
| Seizoen   | Wereldbeker | EKZ CrossTour             | WK  | EK  | ZK     | Overige                    | Totaal aantal zeges |
| --------- | ----------- | ------------------------- | --- | --- | ------ | -------------------------- | ------------------- |
| 2007-2008 |             |                           | 37e | NVT | 9e     |                            | 0                   |
| 2008-2009 |             |                           | 22e | NVT | 6e     |                            | 0                   |
| 2009-2010 |             |                           | 15e | NVT | 5e     | Aigle                      | 1                   |
| 2010-2011 |             |                           | 18e | NVT | 5e     | Steinmaur, Dielsdorf       | 2                   |
| 2011-2012 |             |                           | 27e | NVT | 8e     | Ilnau, Steinmaur, Hittnau  | 3                   |
| 2012-2013 |             |                           | 21e | NVT | 5e     | Madiswil                   | 0                   |
| 2013-2014 |             |                           | 17e | NVT | Zilver | Beromünster                | 1                   |
| 2014-2015 |             |                           | 25e | NVT | 7e     | Rheinfelden, Milton Keynes | 2                   |
| 2015-2016 |             | Eschenbach                | DNS | 24e | DNS    |                            | 1                   |
| 2016-2017 |             | Eschenbach eindklassement | 24e | 8e  | 6e     | Peking, Steinmaur          | 3                   |
| 2017-2018 |             | Bern, Aigle               |     | 27e |        |                            | 2                   |